# Nguyễn An Ninh (nghệ sĩ)
Nguyễn An Ninh sinh năm 1962, quê xã Đức Liên, huyện Vũ Quang, tỉnh Hà Tĩnh, là diễn viên kịch hát, tác giả chuyển thể kịch bản Việt Nam, được phong Nghệ sĩ ưu tú năm 2019, Nghệ sĩ nhân dân năm 2023.

## Sự nghiệp
Năm 1983, đang là bí thư đoàn xã, Nguyễn An Ninh dự tuyển và trở thành diễn viên Đoàn Dân ca Nghệ Tĩnh.
Nguyễn An Ninh là diễn viên có giọng hát và lối diễn riêng và chủ yếu đảm nhận kép chính là nhân vật chính diện, không tham gia diễn nhiều nhưng trong cuộc đời làm diễn viên, ông đã có được 3 Huy chương Vàng.
Gia tài nghệ thuật chính của Nguyễn An Ninh là 60 tác phẩm chuyển thể dân ca ví, giặm của các tác giả kịch bản và 20 kịch bản dân ca do anh viết. Anh dùng làn điệu ví, giặm cùng các phân cảnh kịch để viết nên nhiều tác phẩm sử thi về các nhân vật lịch sử, danh nhân văn hóa.
Ông là người viết và phục chế tất cả các màn diễn xướng và là một trong những người trực tiếp đi về các địa phương sưu tầm tư liệu từ các nghệ nhân xây dựng bộ phim tư liệu “Ví Giặm Nghệ Tĩnh, tiếng nói từ cộng đồng” để làm hồ sơ đề nghị UNESCO công nhận Ví Giặm là di sản văn hóa phi vật thể đại diện của nhân loại.
Nguyễn An Ninh cũng dàn dựng nhiều chương trình nghệ thuật cho các sự kiện, lễ kỷ niệm. Trong năm 2022, hai chương trình nghệ thuật do ông viết kich bản đều đoạt HCV của Hội diễn đó là chương trình “Sắc” tại Hội diễn Ca Múa nhạc toàn quốc 2022 diễn ra tại Đăk Lăk và chương trình nghệ thuật “Thanh âm miền Ví Giặm” cũng đạt HCV tại Liên hoan âm nhạc ASEAN được tổ chức tại thành phố Hội An.

## Giải thưởng

### Diễn viên kịch hát:
- Huy chương Vàng tại Liên hoan Dân ca kịch chuyên nghiệp năm 2018
- Huy chương Vàng tại Liên hoan Dân ca kịch chuyên nghiệp năm 2019
- Huy chương Vàng tại Liên hoan Dân ca kịch chuyên nghiệp năm 2022

### Chuyển thể kịch bản:
- Tác giả chuyển thể kịch bản xuất sắc năm 2008 (vở diễn Lời Người lời của nước non)
- Tác giả chuyển thể kịch bản xuất sắc năm 2010 (vở diễn Một cây làm chẳng nên non)

### Chương trình nghệ thuật:
- Chương trình “Sắc” đạt Huy chương Vàng tại Hội diễn Ca Múa nhạc toàn quốc 2022
- Chương trình “Thanh âm miền Ví Giặm” đạt Huy chương Vàng tại Liên hoan âm nhạc ASEAN 2022